# Pobeg iz zapora v Owerriju
Pobeg iz zapora Owerri se je zgodil v zgodnjih jutranjih urah 5. aprila 2021, ko je večje število zapornikov pobegnilo iz zapora v Owerriju v provinci Imo v Nigeriji. Večja oborožena skupina se je pripeljala v manjših dostavnih tovornjakih in avtobusih. S seboj so imeli ročne minometalce, strojnice in puške. Skupina je v zapor vstopila z eksplozijo v administrativnem delu zapora. Militanti so poizkusili zavzeti tudi orožarsko sobo, vendar jim je to spodletelo. Skupini je uspelo osvoboditi več kot 1844 zapornikov.
Nigerijski generalni inšpektor kot povzročitelja sumi Zahodno varnostno omrežje, oboroženo separatistično gibanje skupine Biafrski domorodci.
Predsednik Nigerije Muhammadu Buhari je zločin opisal kot dejanje terorizma, storjenega s strani anarhistov.
Napad se je zgodil v okviru revolta v jugovzhodni Nigeriji in je nadaljevanje napadov v marcu. V napadih na štiri policijske postaje in več vojaških objektov je bilo ubitih več ducat policistov in vojakov. Napade naj bi povzročila ista skupina.